# Kristal Abazaj
Kristal Abazaj (ur. 6 lipca 1996 w Elbasanie) – albański piłkarz, w latach 2017–2018 członek albańskiej reprezentacji U-21, a w latach 2018–2022 reprezentant Albanii.